# Silvana Corsini
Pour les articles homonymes, voir Corsini (homonymie).
Silvana Corsini est une actrice italienne, née le 15 mai 1941.

## Biographie
Elle est surtout connue pour avoir joué dans les deux premiers films de Pier Paolo Pasolini : la prostituée Maddalena dans Accattone et Bruna, la jeune amie d'Ettore Garofolo dans Mamma Roma.

## Filmographie
- 1960 : Le Bossu de Rome  de Carlo Lizzani
- 1961 : Chasse à la drogue (Caccia all'uomo) de Riccardo Freda
- 1961 : Le Carabinier à cheval (Il carabiniere a cavallo) de Carlo Lizzani
- 1962 : Accattone de Pier Paolo Pasolini
- 1962 : Mamma Roma de Pier Paolo Pasolini
- 1965 : Voluptés diaboliques d'Osvaldo Civirani